# هالة العبد الله يعقوب
هالة العبد الله يعقوب (ولدت 1956 في حماة) هي مصورة ومديرة سورية. تعيش حاليا في باريس، منتجة للأفلام. (2016)

## حياتها
كانت هالة بوصفها امرأة شابة، منخرطة بدرجة كبيرة في السياسة. حيث اعتقلت في سن العشرين وأمضت 14 شهراً في السجن. ثم انتقلت إلى باريس مع زوجها يوسف عبدلكي بعد ذلك. وقررت الشروع في السينما.